# (4263) Abashiri
(4263) Abashiri est un astéroïde de la ceinture principale.

## Description
(4263) Abashiri est un astéroïde de la ceinture principale. Il fut découvert le 7 septembre 1989 à Kitami par Masayuki Yanai et Kazuro Watanabe. Il présente une orbite caractérisée par un demi-grand axe de 2,23 UA, une excentricité de 0,14 et une inclinaison de 5,8° par rapport à l'écliptique.

## Compléments